# Glucosidasen
Glucosidasen sind eine Gruppe von Enzymen, die von Zweifach- und Mehrfachzuckern den Einfachzucker Glucose (Traubenzucker) abspalten. Glucosidasen sind eine Untergruppe der Glycosidasen.
Die hydrolytische Abspaltung der glycosidisch gebundenen Glucose durch Glucosidasen erfolgt vom nichtreduzierenden Kettenende der Saccharide oder aus Glycosiden. Es wird unterschieden zwischen α-Glucosidasen und β-Glucosidasen. α-Glucosidasen wie Amylasen, Saccharase und Maltasen spalten α-glycosidisch gebundene Glucose ab; β-Glucosidasen spalten β-glycosidisch gebundene Glucose ab.
Glucosidasen sind bei Tieren und Pflanzen sowie bei Mikroorganismen weit verbreitet. Sie sind eher unspezifisch und meist dazu in der Lage, mehrere Substrate in unterschiedlicher Geschwindigkeit zu verarbeiten.

## Quelle
- Eintrag zu Glucosidasen. In: Römpp Online. Georg Thieme Verlag, abgerufen am 29. April 2018.